# Stefan Brandtmayr

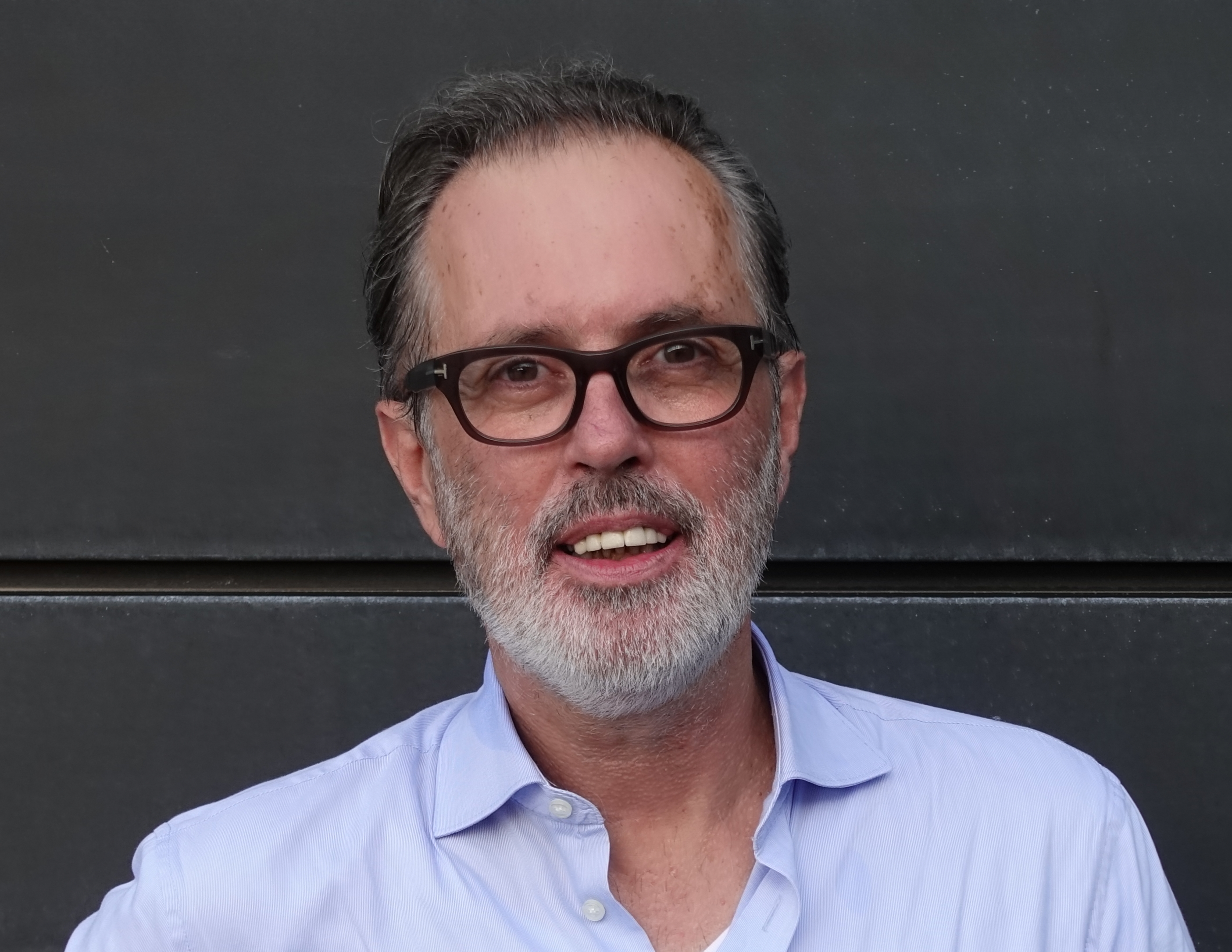
Stefan Brandtmayr (2017)

Stefan Brandtmayr (* 26. Februar 1959 in Wels, Oberösterreich) ist ein österreichischer Designer und Bühnenbildner.

## Leben
Stefan Brandtmayr absolvierte die HTL für Maschinen-, Kfz- und Motorenbau in Steyr. Danach studierte er Metallplastik an der Hochschule für künstlerische und industrielle Gestaltung in Linz und machte 1984 sein Diplom bei Helmuth Gsöllpointner. Seit 1987 arbeitet Brandtmayr als Bühnenbildner. Erste Erfolge erhielt er für die Bühnenausstattung von Peter Turrinis Rozznjagd im Theater Phönix in Linz und in Zürich. Er ist als Ausstellungsgestalter tätig: z. B. Museum der Begegnung in Schmiding und für das Museum Arbeitswelt Steyr. 1996 gründete er das sit designbureau für Interieur- und Grafikdesign gemeinsam mit Doris Kropfreiter. 1989 bis 2009 entwickelte er das Produktdesign für den österreichischen Büromöbelhersteller HALI. Seit 2011 ist Brandtmayr u. a. für den österreichischen Polstermöbelhersteller JOKA tätig.
Seit 2001 ist Brandtmayr als Bühnenbildner für Schauspiel und Oper tätig. In dieser Tätigkeit erfolgt eine regelmäßige Zusammenarbeit mit den Regisseuren Georg Schmiedleitner, Ingo Putz und Alejandro Quintana, der Regisseurin Petra Luisa Meyer sowie der Kostümbildnerin Cornelia Kraske. Opernproduktionen mit Rainer Mennicken im Musiktheater Linz.
Brandtmayr entwirft Bühnen für das Theater Phönix, das Landestheater Linz und das Musiktheater Linz; Staatstheater Nürnberg, Oldenburgisches Staatstheater, Schauspielhaus Bochum, Deutsches Nationaltheater Weimar, Volkstheater Wien, Vereinigte Bühnen Bozen.
Stefan Brandtmayr hat einen Lehrauftrag für Stagedesign an der Kunstuniversität Linz.
Er lebt und arbeitet in Linz.

## Denkmäler

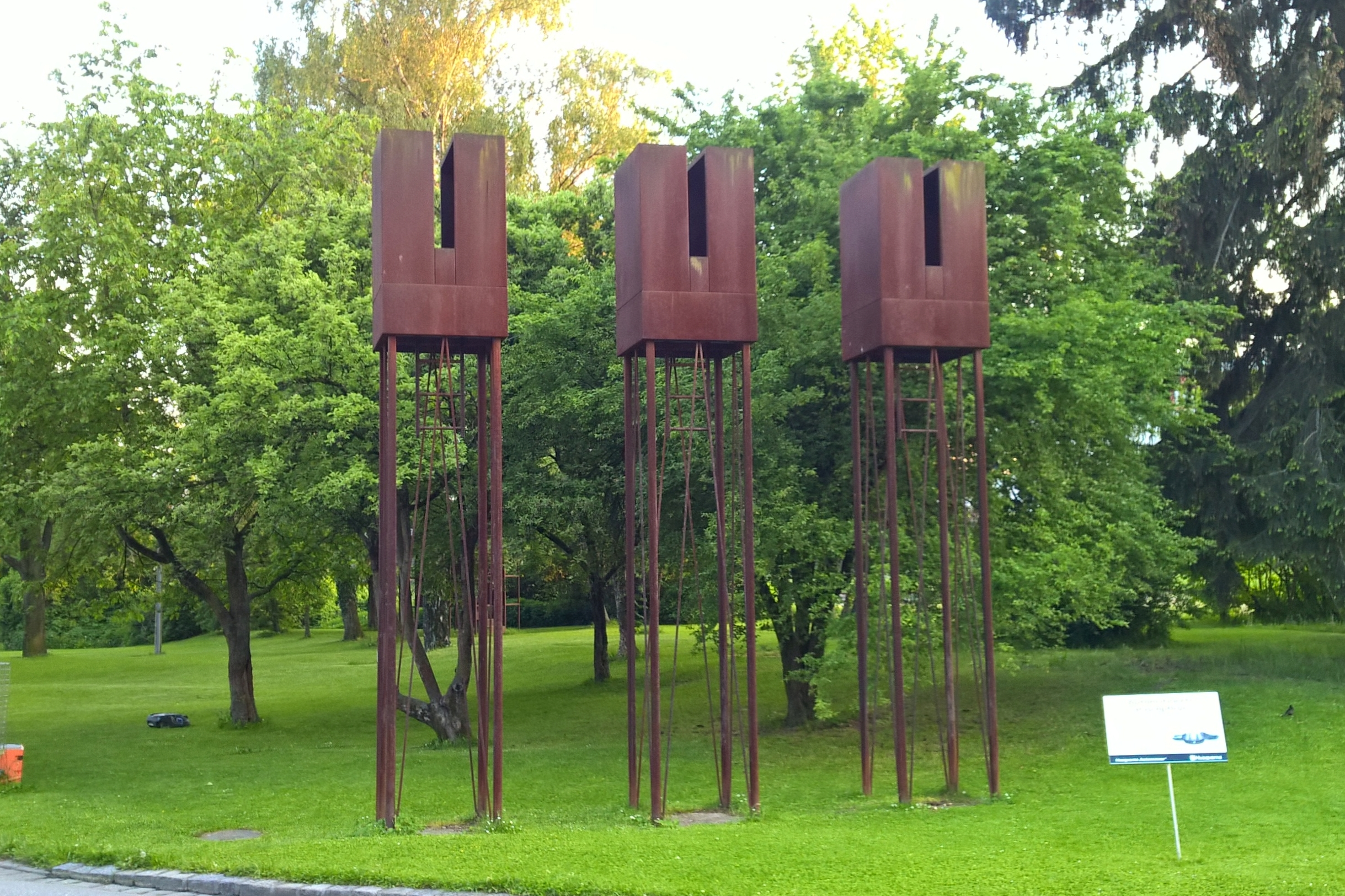
'Hochstände' vor dem Posthof

- Hochstände vor dem Posthof in Linz (1990)

## Design
- Produktdesign für Büromöbelhersteller HALI
- Markenrelaunch für JOKA Polstermöbel
- Filialgestaltungen für VKB-Bank
- Produktdesign für Polstermöbelhersteller JOKA

## Ausstellungen
- 2015 Schatten werfen, Neues Museum Nürnberg[1]

## Ausstellungsdesign
2019 gestaltet Stefan Brandtmayr vier Ausstellungen für Helmuth Gsöllpointner in Linz.
- Helmuth Gsöllpointner - variable Objekte, Galerie MAERZ Künstler- und Künstlerinnenvereinigung, Linz
- METALL UND MEHR. Helmuth Gsöllpointners Meisterklasse, Landesgalerie Linz[2]
- Helmuth Gsöllpointner - Ausstellungsmacher, Kunstuniversität Linz[3]
- Helmuth Gsöllpointner - Temporäre, variable, Raumobjekte, Aktionsraum LINkZ, Linz

## Bühnenbilder (Auswahl)

### Schauspiel
- 2002 Was ihr wollt, von William Shakespeare, Oldenburgisches Staatstheater
- 2004 Käthchen von Heilbronn, von Heinrich von Kleist, Oldenburgisches Staatstheater
- 2005 Hunt oder Der totale Februar, Stück von Franzobel, Theater Hausruck, Kohlebrecher Kohlgrube
- 2005 Der Bus, von Lukas Bärfuss, Staatstheater Nürnberg
- 2006 Verbrennungen, von Wajdi Mouawad, DEA, Staatstheater Nürnberg
- 2007 Hirschen, von Franzobel, UA, Schauspielhaus Graz
- 2007 Z!pf oder Die dunkle Seite des Mondes, von Franzobel, UA, Zeitgeschichtetheater, Theater Hausruck, Kohlebrecher Kohlgrube
- 2008 Geschichten aus dem Wiener Wald, von Ödön von Horváth, Volkstheater Wien
- 2008 Orestie, Trilogie von Aischylos, Staatstheater Nürnberg
- 2008 Käthchen von Heilbronn, von Heinrich von Kleist, Schauspielhaus Graz
- 2008 Antigone von Sophokles, Schauspielhaus Graz
- 2009 Prinzessin Eisenherz[4], von Franzobel, UA, Schauspielhaus Graz
- 2009 A Hetz, Eine Theaterreise mit Texten von Franzobel, UA, Theater Hausruck, Kohlebrecher Kohlgrube
- 2010 €AT, Ein Kapitalismuskirtag, Theaterperformance in einer aufgelassenen Möbelfabrik in Attnang-Puchheim, Theater Hausruck
- 2010 Das letzte Feuer, von Dea Loher, Volkstheater Wien
- 2010 Woyzeck, Schauspiel von Georg Büchner, Landestheater Linz
- 2011 Ausser Kontrolle, von Ray Cooney, Landestheater Linz
- 2011 Zwischen Himmel und Erdnuss, von Andreas Kurz, Festival der Regionen, Bahnhof Attnang-Puchheim
- 2012 Die schmutzigen Hände, von Jean-Paul Sartre, Theater Phönix
- 2012 Bossnapping, von Andreas Jungwirth, UA, Theater Phönix
- 2013 Alpenvorland, von Thomas Arzt, UA, Landestheater Linz
- 2013 Hexenjagd, von Arthur Miller, Landestheater Linz
- 2013 Kleiner Mann – was nun?, von Hans Fallada, Romanbearbeitung, ÖEA, Volkstheater Wien
- 2014 Bürgerwehr, von Alan Ayckbourn, Theater Münster
- 2014 Das Himbeerreich, von Andres Veiel, Staatstheater Nürnberg
- 2014 Die neununddreißig Stufen, von John Buchan und Alfred Hitchcock, Staatstheater Nürnberg
- 2014 Der verreckte Hof, Stubenoper von Georg Ringsgwandl, Musiktheater Linz, Blackbox
- 2015 Stillbach oder Die Sehnsucht, von Sabine Gruber, Vereinigte Bühnen Bozen[5]
- 2015 Der nackte Wahnsinn, von Michael Frayn, Staatstheater Nürnberg
- 2016 Die Lüge, von Florian Zeller, Stadttheater Heilbronn
- 2016 Ein Sommernachtstraum, von William Shakespeare, Vereinigte Bühnen Bozen
- 2016 Schönheit, von Nino Haratischwili, Staatstheater Nürnberg
- 2017 Kasimir und Karoline, von Ödön von Horváth, Staatstheater Nürnberg
- 2019 Vor Sonnenaufgang, von Ewald Palmetshofer nach Gerhart Hauptmann, Stadttheater Klagenfurt
- 2019 Der Lebkuchenmann, von Franzobel, Bergwaldtheater Weißenburg, Bayern[6][7]
- 2019 SCHILLER. Aufruhr und Empörung, Fassung von Florian Hirsch und Theater Phönix, Linz[8][9][10]
- 2021 Richard III, Drama von William Shakespeare, Theater Regensburg, November 2021
- 2022 Der jüngste Tag, Schauspiel von Ödön von Horváth, Stadttheater Fürth, März 2022[11]
- 2024 Adern, Schauspiel von Lisa Wentz, Stadttheater Klagenfurt[12]

### Musiktheater
- 2012 La Bohème, von Giacomo Puccini, Landestheater Linz
- 2012 Elektra, von Richard Strauss
- 2012 Rigoletto, von Giuseppe Verdi, Landestheater Linz[13]
- 2013–2015 Der Ring des Nibelungen, von Richard Wagner, Staatstheater Nürnberg
- 2013 Das Rheingold, Oper von Richard Wagner, Staatstheater Nürnberg[14]
- 2014 Die Walküre, Oper von Richard Wagner, Staatstheater Nürnberg
- 2014 Tosca, Oper von Giacomo Puccini, Musiktheater Linz[15]
- 2014 Die Fledermaus, Operette von Johann Strauß, Vereinigte Bühnen Bozen
- 2015 Siegfried, Oper von Richard Wagner, Staatstheater Nürnberg
- 2015 Macbeth, Oper von Giuseppe Verdi, Opernfestspiele Heidenheim
- 2015 Götterdämmerung, Oper von Richard Wagner, Staatstheater Nürnberg
- 2017 Der fliegende Holländer, Oper von Richard Wagner, Opernfestspiele Heidenheim[16]
- 2018 Die Csárdásfürstin, Operette von Emmerich Kálmán, Vereinigte Bühnen Bozen
- 2018 Fidelio, Oper von Ludwig van Beethoven, Stadttheater Baden bei Wien

## Auszeichnungen
- 2001 Josef Binder Award in Bronze für die Ausstellungsgestaltung Sozialmaschine Geld
- 2004 Red Dot Design Award[17]
- 2004 Kunstwürdigungspreis[18] der Stadt Linz für Design
- 2005 Nestroy-Preis Spezialpreis mit dem Theater Hausruck für Hunt oder Der totale Februar von Franzobel (Theater Hausruck) unter der Regie von Georg Schmiedleitner
- 2005 Bühnenkunstpreis des Landes Oberösterreich mit dem Theater Hausruck für hunt oder Der totale Februar
- 2007 Bayrischer Theaterpreis[19] für die Produktion Verbrennungen am Staatstheater Nürnberg